# Pijma
El Pijma - Пижма (rus) - és un riu de Rússia, passa per les províncies de Nijni Nóvgorod i de Kírov.
Desemboca al Viatka a l'alçada de Sovetsk. Té una llargària de 305 km i drena una conca de 14.660 km². Es glaça a partir de mitjans de novembre fins a mitjans de maig-abril. És un riu navegable al llarg de 144 km a partir de la seva desembocadura.